# Paguritherium alatum
Paguritherium alatum là một loài chân đều trong họ Entoniscidae. Loài này được Reinhard miêu tả khoa học năm 1945.